# اکتینیم فلوئورید
اکتینیم فلوئورید با فرمول شیمیایی AcF3 یک ترکیب شیمیایی متشکل از اکتینیم و فلوئور است.

## سنتز
اکتینیم فلوئورید را می‌توان از طریق واکنش شیمیایی Ac(OH)3 و هیدروژن فلوئورید و مطابق واکنش زیر تهیه کرد:
{\displaystyle {\ce {Ac(OH)3 + 3HF -> AcF_3(v) + 3H2O}}}
البته می‌توان در واکنشی دیگر، اکتینیم را با هیدروژن فلوئورید در دمای ۷۰۰ درجه حرارت داد تا به‌طور مستقیم، محصول به دست آید.

## ویژگی‌ها
اکتینیم فلوئورید، جامدی سفید رنگ است و در دمای ۱۰۰۰–۹۰۰ درجه با آمونیاک واکنش می‌دهد تا اکتینیم اکسی فلوئورید بدهد.
{\displaystyle {\ce {AcF3 + 2NH3 + H2O -> AcOF + 2NH4F}}}